# Horia, Constanța
Horia este satul de reședință al comunei cu același nume din județul Constanța, Dobrogea, România. La recensământul din 2002 avea o populație de 762 locuitori. În trecut s-a numit Muslubei/ Musubei (în turcă Musubey).